# 烤玉米

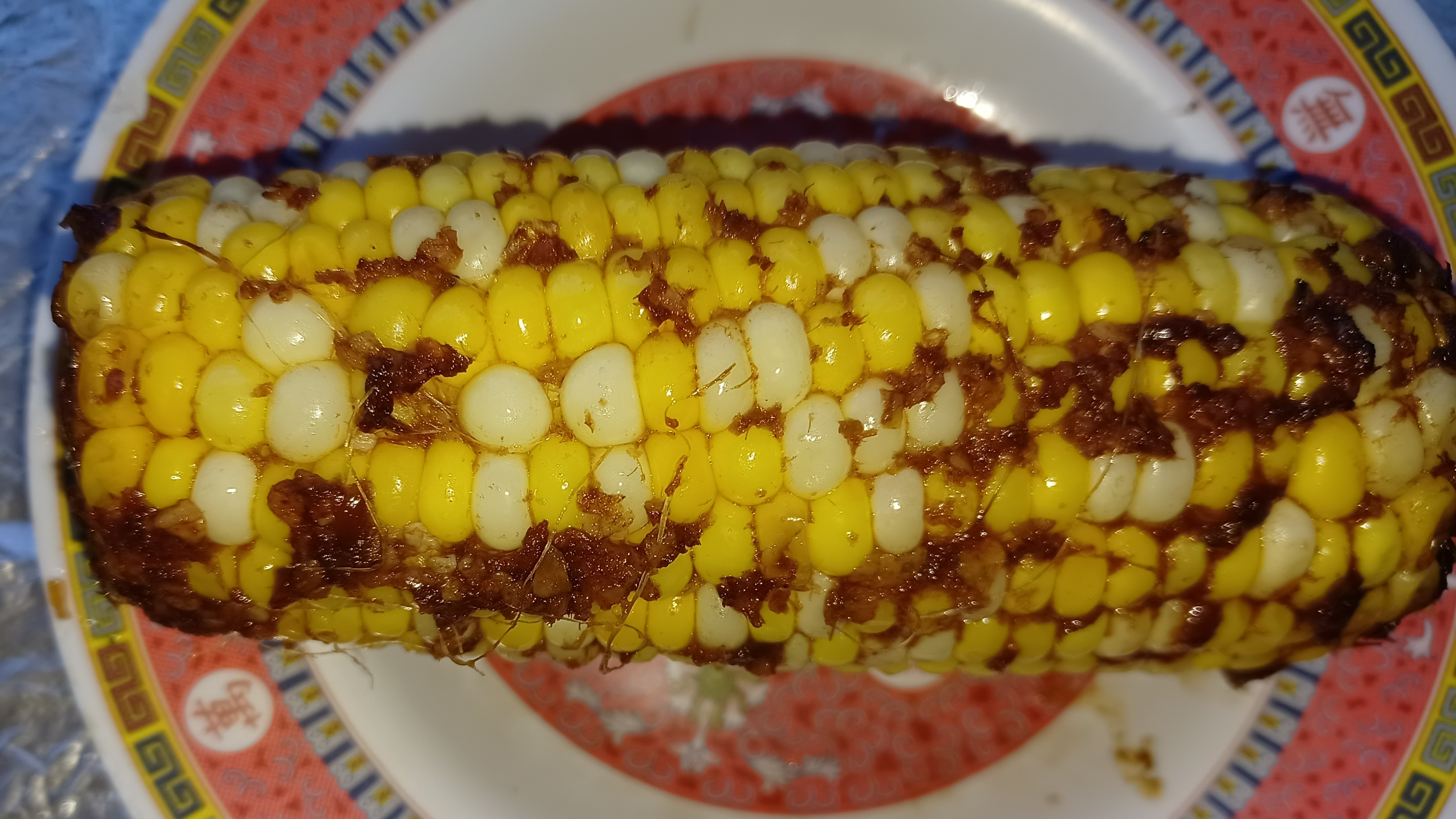
烤玉米

烤玉米，又稱炭烤玉米、碳烤玉米或燒番麥，是一種出現在夜市、流動於攤販等處的小吃。該小吃早期多以白玉米「白玉米台南22號」製作，後多以珍珠玉米碳烤後塗上醬汁製成。

## 玉米由來
玉米的原產地為美洲，後由歐洲傳入中亞地區，傳到中國時是明朝嘉靖，傳入者是去麥加朝聖的伊斯蘭教徒。原本玉米在中國華北種植，到清朝的時候才流傳到南方。當初引進中國時，玉米屬於珍品，又在華北地區種植，華北古名稱燕趙，所以玉米又被稱為「燕美人」及「包穀」，閩南人稱之為「番麥」。

## 料理方法

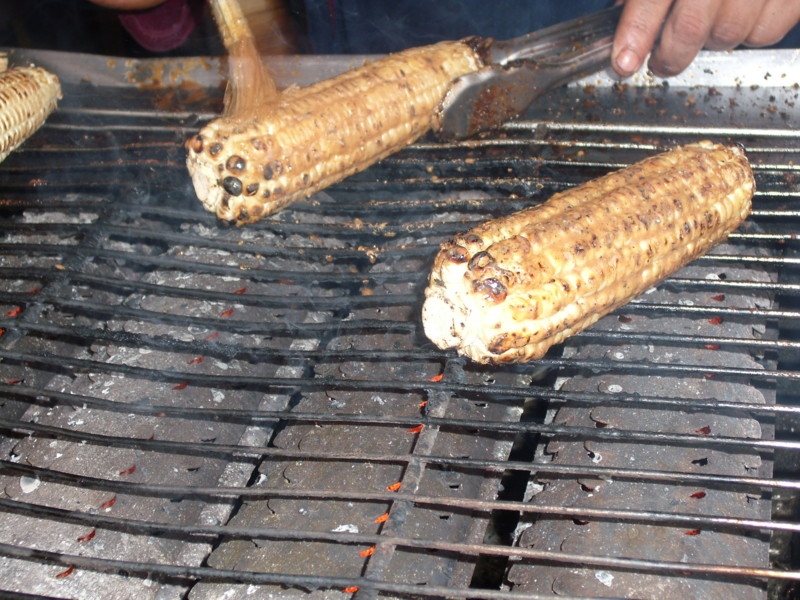

- 炭烤
先將木碳燒紅，用水煮過包葉的玉米放在烤架上燻烤，並注意翻轉，可以避免玉米表面烤焦，同時去除多餘的水分，烤一段時間再除剝除葉子塗上沙嗲醬或燒烤醬，繼續翻烤反覆塗醬到全熟。
- 石頭烤
首先將麥飯石燒燙，將包葉的玉米放進石頭堆裡悶烤到熟塗醬即可。石頭烤可令其均勻受熱，去除多餘的水分並保留玉米的甜味不會流失。由於花費的碳烤時間比傳統方式的少，能降低致癌風險，而受到消費者歡迎。
- 電烤玉米
盛行於台灣中部，年輕一族的喜愛，簡潔方便。採垂直式烤法每枝一孔，由於受熱均勻縮少了熟成時間。

## 其他口味
依燒烤方式或者是醬料調配的不同，衍生出各種新奇的口味，讓消費者有更多的選擇，例如有奶油烤玉米、法式烤玉米、麻辣口味、咖哩口味、芥末口味、黑胡椒口味等等。